# РУМ-2МБ
РУМ-2МБ — малогабаритный радиоуправляемый самолёт-мишень болгарского производства.

## История
Разработка первых болгарских дистанционно-управляемых беспилотных летательных аппаратов началась в 1965 году, после того, как старший лейтенант Милчо Йорданов выступил с предложением использовать малоразмерные летательные аппараты в качестве маневренных воздушных целей, а также представил радиоуправляемую модель самолёта собственной разработки и продемонстрировал её возможности. Идея была одобрена командованием, начальник управления ПВО страны генерал Козарев и начальник управления боевой подготовки ПВО полковник Диков утвердили решение о создании группы разработки радиоуправляемых мишеней в зенитном полку в Пловдиве, на Институт специальной оптики и электроники и ДСО "Металхим" была возложена задача проектирования радиоаппаратуры управления самолётом-мишенью.
В мае 1966 года группа капитана Йорданова была переведена на авиаремонтный завод в Пловдиве и начала подготовку к производству серийных самолётов-мишеней. После серии испытательных полётов опытных образцов, были разработаны конструкции самолётов-мишеней РУМ-1 и РУМ-2.
В 1968 году в войска передали первые 16 самолётов: 12 шт. РУМ-1 (моноплан массой 2 кг с дальностью полёта до 1,5 км) и 4 шт. РУМ-2 (моноплан массой 9 кг с дальностью полёта до 2 км) и комплект аппаратуры управления ТХ/RX-14, в октябре 1968 года проектно-конструкторская группа капитана Йорданова получила наименование ПКТГ-102.
В 1969 году была разработана и принята на вооружение улучшенная модель РУМ-2М.
В 1971 году была разработана модель РУМ-2МБ, получившая новый комплект аналоговой аппаратуры управления "Явор-1". Самолёт-мишень РУМ-2МБ оказался весьма удачным, его серийное производство для вооружённых сил Болгарии и на экспорт продолжалось на протяжении ряда лет, в общей сложности было выпущено 1112 шт. самолётов-мишеней этого типа.
В 1973 году на базе ПКТГ-102 был создан научно-исследовательский и технологический институт, которому была поручена разработка новых образцов беспилотных летательных аппаратов.
Самолёты-мишени РУМ-2МБ болгарского производства использовались в СССР в ходе испытаний модернизированного варианта зенитно-ракетного комплекса "Оса-АК" на стрельбах, проходивших с сентября по декабрь 1979 года на Эмбенском полигоне. Испытания показали, что ЗРК может эффективно использоваться для борьбы с беспилотными летательными аппаратами и в 1980 году модернизированный комплекс приняли на вооружение под наименованием "Оса-АКМ".

## Описание
Самолёт-мишень РУМ-2МБ был разработан на основе конструкции модели РУМ-2 и представляет собой высокоплан массой 14 кг, оснащённый рядным двухцилиндровым двигателем внутреннего сгорания мощностью 50 л.с. с тянущим двухлопастным воздушным винтом, который способен развивать скорость до 130 км/ч. Для аварийного приземления модель была снабжена парашютом.

## Страны-эксплуатанты
- НРБ[1]
- СССР[2]